# Patricia Petibon
Patricia Petibon (Montargis, 27 febbraio 1970) è un soprano francese.
Patricia Petibon è un soprano di coloratura. Artista eclettica, è nota per il suo repertorio di musica barocca, inizialmente incentrata su quella francese, al quale aggiunge un repertorio classico con Mozart e un repertorio moderno con Francis Poulenc. Molto a suo agio nei ruoli amorosi, d'ingenua perversa, contadina o di giovani eccentriche, ha affrontato nel 2010 uno dei ruoli più complessi dell'opera del XX secolo, cupo e tragico, agli antipodi del suo registro abituale, Lulu di Alban Berg.

## Biografia
Patricia Petibon ha studiato al Conservatorio di Parigi, ove ha ottenuto un primo premio nel 1995.
Al Teatro alla Scala di Milano nel 1995 è Dafne/Enone in La descente d'Orphée aux enfers di Marc-Antoine Charpentier con Les Arts Florissants diretta da William Christie e nel 2009 è Morgana nella prima rappresentazione di Alcina.
All'Opéra National de Paris nel 1996 è L'Amour/Une matelote/Une prêtresse/Une bergère in Hippolyte et Aricie di Rameau con Les Arts Florissants diretta da Christie, nel 1998 Poussette di Manon, nel 2000 Phani/Zima in Les Indes galantes, nel 2001 Dalinda in Ariodante, nel 2004 Soeur Constance ne I dialoghi delle Carmelitane con Dawn Upshaw ed Anja Silja diretta da Kent Nagano, nel 2007 Olympia ne Les contes d'Hoffmann con Rolando Villazón e nel 2012 Donna Anna in Don Giovanni.
Nel 1997 è Blonde nella prima rappresentazione registrata nel Centre vocale baroque del Théâtre de Poissy di Die Entführung aus dem Serail diretta da Christie.
Ha cantato con i direttori d'orchestra William Christie, John Eliot Gardiner, Marc Minkowski, Nikolaus Harnoncourt, Daniel Harding, lo scenografo Bob Wilson e con il Concentus Musicus Wien.
Ha inciso opere di Lully, Charpentier, Rameau, Landi, Couperin, Haendel, Gluck, Mozart, Haydn, Copland, Caldara, Bernstein, Barber, Debussy, Méhul, Jommelli, Offenbach, Delibes, Poulenc e di Nicolas Racot de Grandval.
Al Wiener Staatsoper nel 2000 è Olympia in Les contes d'Hoffmann e nel 2006 Sophie in Der Rosenkavalier con Elīna Garanča.
A Salisburgo nel 2001 è Dalinda in Ariodante con Anne Sofie von Otter, nel 2009 è Despina in Così fan tutte con i Wiener Philharmoniker, canta in un concerto e nella Messa in Do minore K 427 e nel 2010 è la protagonista di Lulu.
Al Grand Théâtre di Ginevra nel 2001 è Olympia ne Les contes d'Hoffmann con José van Dam, nel 2007 Ginevra in Ariodante con Joyce Didonato e nel 2010 è Lulu e tiene un recital.
Nel 2008 è Schwester Constance nella prima rappresentazione televisiva dal Théâtre Municipal di Strasburgo de I dialoghi delle Carmelitane.
Nel marzo del 2008 ha interpretato Camille in Zampa di Hérold all'Opéra-Comique.
Al Gran Teatre del Liceu di Barcellona nel 2010 è Lulu e nel 2013 è Giunia in Lucio Silla di Mozart.
Nel 2012 è Susanna ne Le nozze di Figaro a Aix-en-Provence e Gilda in Rigoletto al Nationaltheater (Monaco di Baviera).
Nel 2013 tiene un recital all'Opéra Royal de Versailles e canta il brano Somewhere (da West Side Story) nell'album Oblivion dei Philharmonics per la Deutsche Grammophon che in Austria ha ottenuto il Disco d'oro.

## Discografia

### Solista
- Airs baroques français, con Patrick Cohën-Akenine, Les Folies françoises (2002)
- Les Fantaisies de Patricia Petibon (2004)
- French Touch (2004)
- Amoureuses (2008) Deutsche Grammophon
- Petibon, Rosso (Arie barocche italiane) - Marcon/Venice Baroque Orch., 2009 Deutsche Grammophon
- Petibon, Nouveau Monde. Arie e canzoni barocche - Marcon/La Cetra, 2012 Deutsche Grammophon
- Petibon, La belle excentrique. Mélodies e chansons francesi - Manoff/Lévi/Verly/Py/La Marca, 2013 Deutsche Grammophon

### Opera/operetta/oratorio
- Georg Friedrich Haendel - Acis et Galatée - William Christie, Les Arts Florissants (1990), Damon
- Étienne Nicolas Méhul - Stratonice, Christie, (1996), Stratonice
- Stefano Landi - Il Sant'Alessio, Christie, (1996), Alessio
- Jean-Philippe Rameau - Hippolyte et Aricie, Christie (1997), Una sacerdotessa / Una contadina
- Léo Delibes - Lakmé, Michel Plasson, Chœur & Orchestre du Capitole de Toulouse (1998), Ellen
- Antonio Caldara - La Passione di Gesù Cristo Signor Nostro, Fabio Biondi, Europa Galante (1999), Maddalena
- Wolfgang Amadeus Mozart - Die Entführung aus dem Serail, Christie, (1999), Blonde
- Jules Massenet - Werther, Antonio Pappano, (1999), Sophie
- Joseph Haydn - Armida, Nikolaus Harnoncourt (2000), Zelmira
- Jacques Offenbach - Orphée aux Enfers, Marc Minkowski (2002), Cupidon
- Marc-Antoine Charpentier - La Descente d'Orphée aux Enfers H.488, Christie, (2005), Daphné
- Niccolò Jommelli - Armida abbandonata, Christophe Rousset, Les Talens Lyriques (2005), Ubaldo, un servo
- Joseph Haydn - Orlando Paladino, Harnoncourt (2006), Angelica
- Jacques Offenbach - Les Contes d'Hoffmann, (2006), Olympia
- Ferdinand Hérold - Zampa,  (2008) Camille
- Francis Poulenc - Stabat Mater/Gloria/Litanies à la Vierge noire - Petibon/Järvi/Orch. de Paris, (2013) Deutsche Grammophon

### Messe
- Wolfgang Amadeus Mozart - Great Mass in C minor K. 427 Christie, (1999)
- François Couperin - Leçons de ténèbres, Christie, (2006)

### Ospite
- American Boychoir, Christine King - Fast Cats and Mysterious Cows ~ Songs from America (1999)
- Marc-Antoine Charpentier - Divertissements, Airs et Concerts, William Christie, Les Arts Florissants, (1999)
- Ophélie Gaillard - Cuvée 2000 (2001)
- George Frideric Handel - Arcadian Duets (2002)
- Marc-Antoine Charpentier - Les Plaisirs de Versailles , Christie, (2005)

## Filmografia parziale
- Dialogues des Carmélites, regia di François-René Martin (1999) - film TV
- Orphée et Eurydice, regia di Brian Large (2000) - film TV
- Die Entführung aus dem Serail, regia di Chloé Perlemuter (2003) - film TV
- Les Indes galantes, regia di Thomas Grimm (2004) - film TV